# Bretten
Bretten là một thị trấn ở huyện Karlsruhe, bang Baden-Württemberg, Đức. Đô thị này có diện tích 71,12 km², dân số thời điểm 31 tháng 12 năm 2006 là 28.095 người.